# Communauté de communes Pays de Condé et de la Druance
Die Communauté de communes Pays de Condé et de la Druance (kurz: Condé Intercom) ist ein ehemaliger französischer Gemeindeverband mit der Rechtsform einer Communauté de communes im Département Calvados in der Region Normandie. Sie wurde am 18. Dezember 2000 gegründet und umfasste neun Gemeinden. Der Verwaltungssitz befand sich in der Commune nouvelle Condé-en-Normandie.

## Historische Entwicklung
Mit Wirkung vom 1. Januar 2017 fusionierte der Gemeindeverband mit der Communauté de communes Intercom Séverine und
bildete so die Nachfolgeorganisation Communauté de communes Intercom de la Vire au Noireau.
Gleichzeitig bildeten die Gemeinden
- Lassy,
- Saint-Jean-le-Blanc und
- Saint-Vigor-des-Mézerets

die Commune nouvelle Terres de Druance.
Die Gemeinde Le Plessis-Grimoult schloss sich der Commune nouvelle Les Monts d’Aunay an, die jedoch der Communauté de communes Pré-Bocage Intercom beigetreten ist.

## Ehemalige Mitgliedsgemeinden
1. Condé-en-Normandie
2. La Villette
3. Lassy
4. Le Plessis-Grimoult
5. Périgny
6. Pontécoulant
7. Saint-Denis-de-Méré
8. Saint-Jean-le-Blanc
9. Saint-Vigor-des-Mézerets